# Лучка (приток Прони)
Лучка — река в России, протекает в Рязанской области. Правый приток Прони.

## География
Река Лучка берёт начало в районе Новой Деревни. Течёт на запад. На реке расположена деревня Ухорское. Устье реки находится в 38 км по правому берегу реки Прони. Длина реки составляет 13 км. 

## Данные водного реестра
По данным государственного водного реестра России относится к Окскому бассейновому округу, водохозяйственный участок реки — Проня от истока и до устья, речной подбассейн реки — Бассейны притоков Оки до впадения Мокши. Речной бассейн реки — Ока.
По данным геоинформационной системы водохозяйственного районирования территории РФ, подготовленной Федеральным агентством водных ресурсов:
- Код водного объекта в государственном водном реестре — 09010102112110000025820
- Код по гидрологической изученности (ГИ) — 110002582
- Код бассейна — 09.01.01.021
- Номер тома по ГИ — 10
- Выпуск по ГИ — 0